# Église Saint-Clément de Mâcon
L'église Saint-Clément est une église catholique située dans l'ancienne commune de Saint-Clément-lès-Mâcon rattachée en 1856 à Mâcon, en Bourgogne, en France. 
Elle a été reconstruite de 1852 à 1854, dans le contexte de l'arrivée du PLM et de l'érection de l'énorme remblai du chemin de fer qui coupa l'ancien village par le milieu, à quelques mètres en avant de l'ancienne façade de l'église paroissiale par l'architecte André Berthier (1811-1873) à l’emplacement d’une basilique funéraire du VIe siècle construite peu après que Mâcon soit devenue une cité épiscopale. Cette basilique accueillait les sépultures des premiers évêques du diocèse de Mâcon. C'est le seul site funéraire mérovingien connu en Bourgogne du Sud.
Cinq édifices se sont succédé à cet emplacement.

## Localisation
L'église se situe au numéro 1 de la place Saint-Clément, dans l’ancienne commune de Saint-Clément-lès-Mâcon rattachée à Mâcon en 1856 et devenue depuis un quartier du sud de cette ville.

## Protection
L'ancienne église, y compris l'emprise du site archéologique (cad. AR 34), ont fait l'objet d'une inscription aux Monuments historiques par arrêté du 8 décembre 1993.

## Historique
À l'origine, un petit édifice religieux du VIe siècle était installé à l'emplacement de l'édifice et accueillait les sépultures des premiers évêques du diocèse de Mâcon.
Le bâtiment construit au XIXe siècle est désaffecté depuis 1973 à cause de sa trop petite taille et de sa vétusté. Menacée de destruction en 1985, Alain Guerreau suspecte l'occupation ancienne du site grâce à certains indices le prouvant. Des fouilles sont alors effectuées entre cette date et 1993 qui ont mis au jour « plusieurs dizaines de sarcophages et les fondations d’une église funéraire construite au VIe siècle ». Elles ont également fait découvrir des traces de murs et de fondations des cinq bâtiments construits successivement à cet endroit. 
Ces découvertes ont permis de sauver l'église et en 1993, l'édifice est inscrit au titre des monuments historiques.

## Description
L'église a été construite selon l'axe est-ouest avec la façade principale côte est.
Autour de l'édifice, on peut voir la forme de la première construction qui avait une abside arrondie, une courte nef entourée par une galerie. L'édifice n'étant plus voué au culte, une église moderne a été construite à deux pas de celui-ci, pour desservir le quartier. Elle est collée à un de ses immeubles.